# Paul Braunagel
Paul Braunagel (Marie-Paul Braunagel), né à Strasbourg le 5 novembre 1873 et décédé à Brumath le 15 décembre 1954, est un artiste alsacien, dessinateur, peintre, graveur, créateur de vitraux d'art, également caricaturiste, qui fit partie du cercle de Saint-Léonard. Sa courte carrière court entre 1893 et 1915.
La carrière de l'artiste est assez courte, elle va de 1893 à 1914. Mobilisé à l’intendance durant la Première Guerre mondiale entre 1915 et 1918 (camp d'Oberhoffen). Il évite le traumatisme des tranchées mais n’en reste pas moins bouleversé par les pertes humaines et les destructions matérielles.

## Biographie
Paul Braunagel est né, peu après la défaite de 1871, de l'union de Barbe Baur (fille d'un riche maraîcher) et Charles Braunagel (serrurier d'art). Il grandit au 4, rue des Forges, dans le quartier populaire de la Krutenau dont il dessinait les personnages. Animé par la pratique artistique depuis l'enfance, il avait l'habitude de faire de dessins et des croquis en toutes circonstances.

### Formation et carrière artistique
Après une scolarité secondaire au collège épiscopal Saint-Étienne de Strasbourg, il rentre à l'École supérieure des arts décoratifs de Strasbourg. De 1893 à 1897, il séjourne à Paris où Alfred Roll devient son premier maître. Il y fréquente les cercles mondains et y fait notamment connaissance avec le sculpteur Auguste Rodin et le graveur-illustrateur Jean-Louis Forain. À cette époque, Paris était la capitale des arts et comptait une pléiade d'artistes dont les très reconnus Théophile-Alexandre Steinlen et Henri de Toulouse-Lautrec. L'affiche (support en vogue) et la lithographie (grande invention de l'époque) lui permettent de se faire une place.  

De retour à Strasbourg en 1899, Paul Braunagel fait partie du groupe d'artistes et d'intellectuels alsaciens du Kunschthafe, qui se réunissaient régulièrement à l'occasion de dîners, pour « faire bonne chère, mais (...) aussi (...) dans l'intérêt de l'art ». 

« En 1897, la jeune génération des artistes alsaciens se manifesta pour la première fois en groupe, en une mémorable exposition dans les salles du rez-de-chaussée de l'Hôtel-de-ville. Braunagel, avec onze dessins principalement parisiens, y figurait, le plus jeune de cette génération, à côté de Charles Spindler, de Gustave Stoskopf, de Léon Hornecker, d'Emile Schneider, de Joseph Sattler, de Lucien Blumer et de quelques autres, sous l'égide de leur aîné, Lothaire de Seebach. »

Son œuvre va devenir foisonnante et éclectique. Il a eu l'occasion de réaliser en 1891 des illustrations pour les couvertures de journaux locaux. Il s'adonne au croquis avec génie et met en scène le peuple des rues strasbourgeoises avec rigueur, précision et originalité. Des affiches, menus, programmes et cartes postales sont éditées avec sa signature. Inspiré par la vogue du Biedermeier allemand, il conçoit les illustrations d'un album pour enfants Von Drachen, Puppen und Soldaten.

### Après-guerre: une fin de carrière précoce
Après la Première Guerre Mondiale, il y a une rupture puisque l'artiste continue son travail sans plus chercher à le montrer; il allait parfois jusqu'à renier la paternité de certaines de ses œuvres et la poussière s'était accumulée dans son atelier, situé dans sa maison natale à la Krutenau. En 1915, de son plein gré, il décide de mettre fin à sa carrière d'illustrateur. C'est en partie sa nature pudique et secrète, son complexe d'infériorité et son manque de confiance en lui qui lui fera abandonner très tôt toute production artistique, alors même que sa jeunesse, si studieuse et productive entre 1894 et 1907, promettait une grande carrière.